# Stenaoplus maculipes
Stenaoplus maculipes là một loài tò vò trong họ Ichneumonidae.